# Thuốc chống loạn nhịp tim

Các pha của một thế động tim. Sự gia tăng mạnh của điện áp ("0") tương ứng với dòng ion natri, trong khi hai sự phân rã ("1" và "3", tương ứng) tương ứng với sự bất hoạt kênh natri và sự trào ngược phân cực của các ion kali. Bình nguyên đặc trưng ("2") là kết quả của việc mở các kênh calci nhạy cảm với điện áp. Đồ thị của điện thế màng so với thời gian. Pha nghỉ ban đầu (vùng 4) là âm và liên tục chảy khi tăng mạnh (0) đến đỉnh (1). Pha cao nguyên (2) nằm dưới đỉnh một chút. Giai đoạn bình nguyên được theo sau bởi sự trở lại khá nhanh (3) trở lại điện thế nghỉ (4).

Thuốc chống loạn nhịp tim là một nhóm các dược phẩm được sử dụng để áp chế các nhịp bất thường của tim (các rối loạn nhịp tim), như là rung tâm nhĩ, atrial flutter, nhịp tim nhanh tâm thất, và rung thất.
Đã có khá nhiều cố gắng trong việc phân loại các thuốc chống loạn nhịp tim, tuy nhiên, do các vấn đề bắt nguồn từ thực tế là nhiều chất chống loạn nhịp tim có nhiều chế độ hoạt động, làm cho bất kì phương pháp phân loại cũng thiếu chuẩn xác.

## Phân loại Vaughan Williams
Cách phân loại của Vaughan Williams được đưa ra vào năm 1970.
Có năm nhóm chính trong cách phân loại Vaughan Williams về thuốc chống loạn nhịp tim:
- Class I các chất can thiệp vào kênh natri (Na+).
- Class II các chất là chất chống hệ thần kinh giao cảm. Đa số các chất trong nhóm này là các beta blocker.
- Class III các chất ảnh hưởng lên dòng ra kali (K+).
- Class IV các chất ảnh hưởng lên các kênh calci và nút nhĩ thất.
- Class V các chất hoạt động bằng cơ chế khác hoặc chưa rõ.